# Liste der technischen Denkmale in Sachsen
In der Liste der technischen Denkmale in Sachsen sind die Technischen Denkmale in Sachsen aufgelistet. Die Angaben in den einzelnen Listen ersetzen nicht die rechtsverbindliche Auskunft der zuständigen Denkmalschutzbehörde.

## Aufteilung
Wegen der großen Anzahl von Kulturdenkmalen in Sachsen ist diese Liste in Teillisten aufgeteilt, sortiert nach den drei kreisfreien Städten und den zehn Landkreisen. 
| Karte | Technische Denkmale in …                   | Denkmale | Teillisten |
| ----- | ------------------------------------------ | -------- | --- |
|       | Landkreis Bautzen                          |          | - Gemeinden mit Anfangsbuchstaben A–K - Gemeinden mit Anfangsbuchstaben L–Z                                                                             |
|       | Stadt Chemnitz                             |          | ohne Teillisten |
|       | Stadt Dresden                              |          | ohne Teillisten |
|       | Erzgebirgskreis                            |          | - Gemeinden mit Anfangsbuchstaben A–I - Gemeinden mit Anfangsbuchstaben J–P - Gemeinden mit Anfangsbuchstaben R–Z                                       |
|       | Landkreis Görlitz                          |          | - Gemeinden mit Anfangsbuchstaben A–K - Gemeinden mit Anfangsbuchstaben L–Z                                                                             |
|       | Landkreis Leipzig                          |          | ohne Teillisten |
|       | Stadt Leipzig                              |          | - Althen-Kleinpösna bis Neustadt-Neuschönefeld - Paunsdorf bis Zentrum-West                                                                             |
|       | Landkreis Meißen                           |          | - Gemeinden mit Anfangsbuchstaben A–M - Gemeinden mit Anfangsbuchstaben N–Z                                                                             |
|       | Landkreis Mittelsachsen                    |          | - Gemeinden mit Anfangsbuchstaben A–E - Gemeinden mit Anfangsbuchstaben F–G - Gemeinden mit Anfangsbuchstaben H–N - Gemeinden mit Anfangsbuchstaben O–Z |
|       | Landkreis Nordsachsen                      |          | ohne Teillisten |
|       | Landkreis Sächsische Schweiz-Osterzgebirge |          | - Gemeinden mit Anfangsbuchstaben A–E - Gemeinden mit Anfangsbuchstaben F–N - Gemeinden mit Anfangsbuchstaben O–Z                                       |
|       | Vogtlandkreis                              |          | ohne Teillisten |
|       | Landkreis Zwickau                          |          | ohne Teillisten |